# Ali Ashfaq
Ali Ashfaq (ur. 6 września 1985 w Malé) – malediwski piłkarz, grający na pozycji napastnika.

## Kariera piłkarska

### Kariera klubowa
W 2001 rozpoczął karierę piłkarską w Club Valencia. Od 2006 do 2008 występował w klubach New Radiant SC i Brunei DPMM FC. W latach 2008–2011 bronił barw VB Sports Club. W 2012 powrócił do New Radiant SC. W 2014 przeszedł do PDRM FA.

### Kariera reprezentacyjna
W 2003 debiutował w narodowej reprezentacji Malediwów, a w 2009 został kapitanem drużyny. Łącznie rozegrał 59 meczów i strzelił 41 goli.

## Nagrody i odznaczenia

### Sukcesy klubowe
- mistrz Malediwów: 2007, 2010, 2012, 2013
- zdobywca Pucharu Malediwów: 2005, 2006, 2007, 2008, 2013

### Sukcesy indywidualne
- 2. miejsce w klasyfikacji najlepszych strzelców IFFHS: 2013
- król strzelców Mistrzostw Malediwów: 2003, 2004, 2005, 2009, 2010, 2013
- piłkarz roku na Malediwach: 2003, 2007, 2009, 2011
- piłkarz roku Federacji Malediwów: 2004, 2009, 2011 (2. miejsce)
- najbardziej ulubiony przez fanów piłkarz Azji Południowej: 2009
- najbardziej wartościowy piłkarz Mistrzostw SAFF: 2008
- król strzelców Mistrzostw SAFF: 2013
- król strzelców wszech czasów Mistrzostw SAFF: 18 goli